# Cratere Doerfel
Doerfel è un cratere lunare di 68,63 km situato nella parte sud-orientale della faccia nascosta della Luna.
Il cratere è dedicato all'astronomo tedesco Georg Samuel Doerfel.

## Crateri correlati
Alcuni crateri minori situati in prossimità di Doerfel sono convenzionalmente identificati, sulle mappe lunari, attraverso una lettera associata al nome.
| Doerfel | Coordinate             | Diametro (in km) |
| ------- | ---------------------- | ---------------- |
| R       | 71°14′24″S 119°51′36″W | 32,2             |
| S       | 69°46′12″S 120°28′48″W | 29,12            |
| U       | 68°45′00″S 117°43′48″W | 34,53            |
| Y       | 67°55′48″S 108°46′12″W | 79,26            |